# Savannah
Savannah ( /səˈvænə/ sə-VAN -ə) es la ciudad más antigua del estado estadounidense de Georgia y es la sede del condado de Chatham. Establecida en 1733 en el río Savannah, la ciudad de Savannah se convirtió en la capital colonial británica de la provincia de Georgia y más tarde en la primera capital del estado de Georgia, 

Con su fundación, Savannah asumió la tarea de ser el puesto avanzado británico en la frontera con la Florida española, papel que en los sesenta años previos había desempeñado Charleston (Carolina del Sur). La "zona de contacto" se desplazó unos doscientos kilómetros hacia el sur, ya en el actual estado de Georgia, consolidando el control británico de Carolina del Sur. A su vez, Savannah y Georgia perdieron su función de frontera cuando en 1763, al terminar la guerra de los Siete Años España cedió la Florida a Gran Bretaña para recuperar La Habana y Manila.

Una ciudad portuaria estratégica en la Revolución de las Trece Colonias y durante la guerra de Secesión, Savannah es hoy un centro industrial y un importante puerto marítimo del Atlántico. Es la quinta ciudad más grande de Georgia, con una población del censo de los Estados Unidos de 2020 de 147 780 habitantes. El área metropolitana de Savannah, la tercera más grande de Georgia, tenía una población de 404 798 habitantes en 2020.
Cada año, Savannah atrae a millones de visitantes a sus calles empedradas, parques y edificios históricos notables. Estos edificios incluyen el lugar de nacimiento de Juliette Gordon Low (fundadora de Girl Scouts of the USA), la Sociedad Histórica de Georgia (la sociedad histórica en funcionamiento continuo más antigua del Sur), la Academia de Artes y Ciencias de Telfair (una de las primeras museos), la Primera Iglesia Bautista Africana (una de las congregaciones bautistas afroamericanas más antiguas de los Estados Unidos), el Templo Mickve Israel (la tercera sinagoga más antigua del país) y el Museo del Ferrocarril del Estado de Georgia.
El área del centro de Savannah, que incluye el distrito histórico de Savannah, sus 22 plazas tipo parque y el distrito histórico victoriano de Savannah, es uno de los distritos históricos nacionales más grandes de los Estados Unidos (designado por el gobierno de los EE. UU. en 1966). El centro de Savannah conserva en gran medida el plan original de la ciudad prescrito por el fundador James Oglethorpe (un diseño ahora conocido como el Plan Oglethorpe).
Savannah fue la ciudad anfitriona de las competencias de vela durante los Juegos Olímpicos de Verano de 1996 celebrados en Atlanta.

## Nombre
Savannah recibió su nombre del río Savannah, que probablemente se deriva de los nombres variantes de Shawnee, un pueblo nativo americano que emigró al río en la década de 1680. Los Shawnee destruyeron a otro pueblo nativo, los Westo, y ocuparon sus tierras en la cabecera de la navegación del río Savannah en la línea de caída, cerca de la actual Augusta. Estos Shawnee, cuyo nombre nativo era Ša·wano·ki (literalmente, "sureños"), eran conocidos por varias variantes locales, incluidos Shawano, Savano, Savana y Savannah.
Otra teoría es que el nombre Savannah se refiere a los extensos pantanos que rodean el río millas tierra adentro, y se deriva del término inglés "savanna ", una especie de pastizal tropical, que los ingleses tomaron prestado de la sabana española y lo usaron en el sur. colonias (La palabra española proviene de la palabra taína zabana. ) Aún otras teorías sugieren que el nombre Savannah se origina en términos algonquinos que significan no solo "sureños" sino quizás "sal".

## Historia

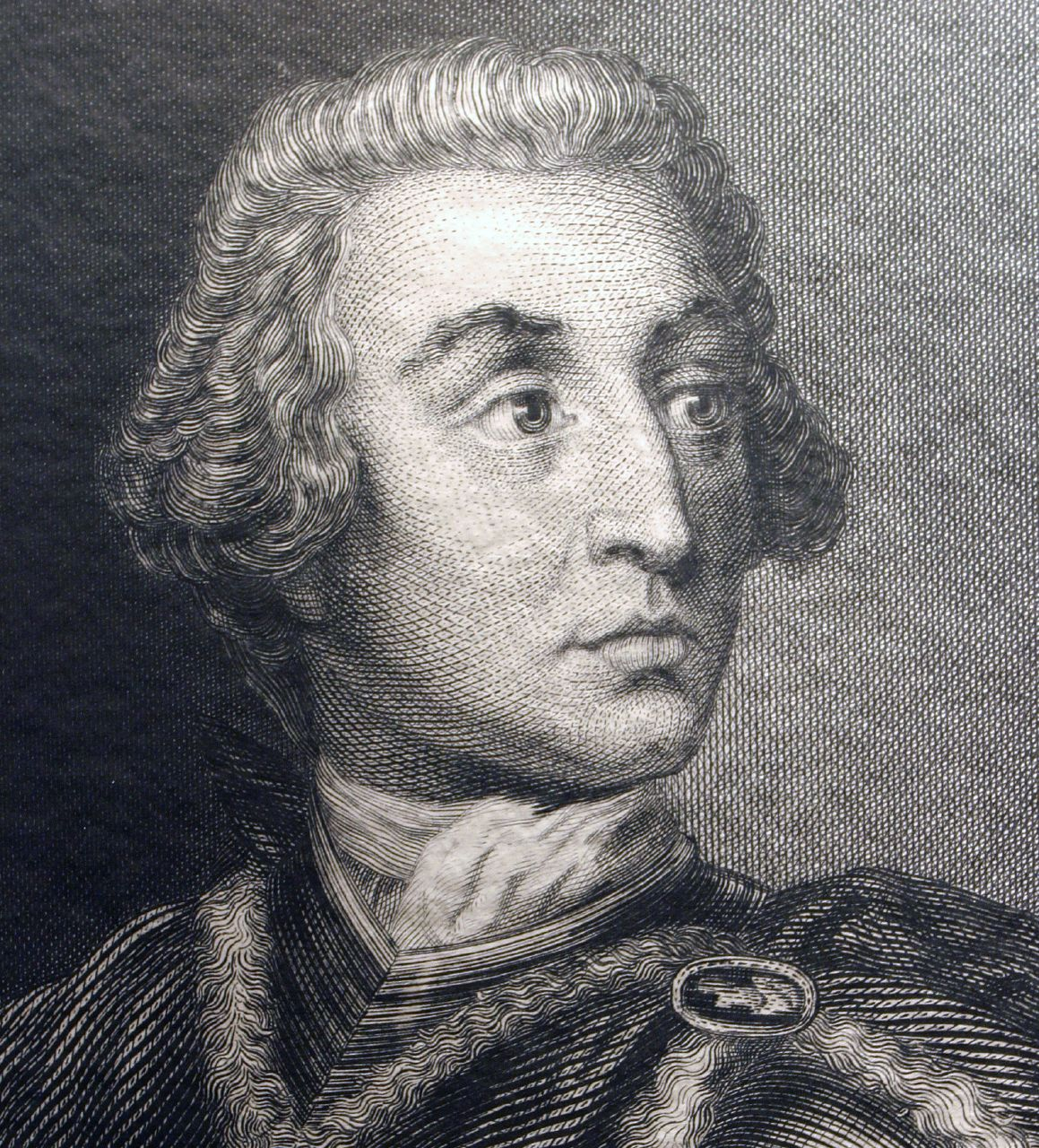
Eel general James Oglethorpe

El 12 de febrero de 1733, el general James Oglethorpe y los colonos del barco Anne desembarcaron en Yamacraw Bluff y fueron recibidos por Tomochichi, los Yamacraw y los comerciantes indios John y Mary Musgrove. Mary Musgrove a menudo se desempeñaba como intérprete. En esa fecha se fundó la ciudad de Savannah, junto con la colonia de Georgia. En 1751, Savannah y el resto de Georgia se convirtieron en una colonia real y Savannah se convirtió en la capital colonial de Georgia.
Cuando estalló la guerra de Independencia de los Estados Unidos, Savannah se había convertido en el puerto comercial más al sur de las Trece Colonias. Las tropas británicas tomaron la ciudad en 1778, y al año siguiente una fuerza combinada de soldados estadounidenses y franceses, incluidos haitianos, no pudo derrotar a los británicos en el sitio de Savannah. Los británicos no abandonaron la ciudad hasta julio de 1782. En diciembre de 1804, la legislatura estatal declaró a Milledgeville como la nueva capital de Georgia.
Savannah, un próspero puerto marítimo a lo largo del siglo XIX, fue la sexta ciudad más poblada de la Confederación y el principal objetivo de la Marcha hacia el mar del general William T. Sherman. El 21 de diciembre de 1864, las autoridades locales negociaron una rendición pacífica para salvar a Savannah de la destrucción, y las tropas de la Unión entraron en la ciudad al amanecer.

## Geografía
Savannah se encuentra en el río Savannah, aproximadamente 32 km río arriba del Océano Atlántico. Según la Oficina del Censo de los Estados Unidos (2011), la ciudad tiene una superficie total de 281,5 km², de las cuales 267 km²  es tierra y 15 km²  es agua (5,15%). Savannah es el puerto principal del río Savannah y el puerto más grande del estado de Georgia. También se encuentra cerca del Canal Intracostero del Atlántico El río Ogeechee de Georgia fluye hacia el océano Atlántico unas 26 km al sur del centro de Savannah y forma el límite sur de la ciudad.
Savannah es propensa a las inundaciones debido a las abundantes lluvias, una elevación justo por encima del nivel del mar y la forma de la costa, que presenta un mayor riesgo de marejadas durante los huracanes. La ciudad utiliza actualmente cinco canales. Además, se han construido varias estaciones de bombeo para ayudar a reducir los efectos de las inundaciones repentinas.

### Clima
El clima de Savannah se clasifica como subtropical húmedo (Köppen Cfa ), caracterizado por veranos largos y calurosos e inviernos cortos y frescos. Savannah registra pocos días de temperaturas bajo cero cada año (y tiene raras nevadas). Debido a su proximidad a la costa atlántica, Savannah rara vez experimenta temperaturas extremas como en el interior de Georgia. Sin embargo, las temperaturas extremas han oscilado oficialmente entre 41 °C, el 20 de julio de 1986 y el 12 de julio de 1879, hasta −16 °C durante el brote del Ártico de enero de 1985.
Estacionalmente, Savannah tiende a tener veranos cálidos y húmedos con frecuentes (pero breves) tormentas eléctricas que se desarrollan en las masas de aire cálido y tropical, que son comunes. Aunque los veranos en Savannah suelen ser soleados, la mitad de la precipitación anual de Savannah cae durante los meses de junio a septiembre. Los puntos de rocío promedio en verano oscilan entre 19,9 a 22,0 °C. Los inviernos en Savannah son templados y soleados con temperaturas máximas diarias promedio de 16 °C en enero. Noviembre y diciembre son los meses más secos registrados en el Aeropuerto Internacional Savannah–Hilton Head. Cada año, Savannah informa un promedio de 21 días con temperaturas bajo cero, aunque en algunos años menos de 10 noches caerán bajo cero, y la ciudad incluso ha pasado una temporada de invierno completa (la de 1879-1880) sin registrar un congelamiento. Aunque pueden pasar décadas entre eventos de nevadas, Savannah ha experimentado nevadas en raras ocasiones, sobre todo en diciembre de 1989, cuando hasta 10 cm se registró en un día en partes de la ciudad.
Savannah está en riesgo de huracanes, particularmente del tipo de tormentas de Cabo Verde que tienen lugar durante el pico de la temporada. Debido a su ubicación en Georgia Bight (el arco de la costa atlántica en Georgia y el norte de Florida), así como a la tendencia de los huracanes a volver a curvarse en la costa, Savannah tiene un riesgo menor de huracanes que otras ciudades costeras como Charleston. Savannah rara vez se vio afectada por huracanes durante el siglo XX, con la excepción del huracán David en 1979. Sin embargo, el registro histórico muestra que la ciudad fue frecuentemente afectada durante la segunda mitad del siglo XIX. La más destacada de estas tormentas fue el huracán Sea Islands de 1893, que mató al menos a 2000 personas. (Esta estimación puede ser baja, ya que es posible que no se hayan informado las muertes entre los muchos afroamericanos rurales empobrecidos que viven en las islas de barrera de Georgia. )
Savannah se vio afectada más recientemente por una temporada activa de huracanes en 2016, incluido el huracán Matthew (que tocó tierra parcialmente en la pared del ojo), y fue rozada por el huracán Irma en 2017.
| Parámetros climáticos promedio de Savannah, Georgia (Aeropuerto Internacional de Savannah/Hilton Head), normales 1991–2020, extremos 1871–presente | Parámetros climáticos promedio de Savannah, Georgia (Aeropuerto Internacional de Savannah/Hilton Head), normales 1991–2020, extremos 1871–presente | Parámetros climáticos promedio de Savannah, Georgia (Aeropuerto Internacional de Savannah/Hilton Head), normales 1991–2020, extremos 1871–presente | Parámetros climáticos promedio de Savannah, Georgia (Aeropuerto Internacional de Savannah/Hilton Head), normales 1991–2020, extremos 1871–presente | Parámetros climáticos promedio de Savannah, Georgia (Aeropuerto Internacional de Savannah/Hilton Head), normales 1991–2020, extremos 1871–presente | Parámetros climáticos promedio de Savannah, Georgia (Aeropuerto Internacional de Savannah/Hilton Head), normales 1991–2020, extremos 1871–presente | Parámetros climáticos promedio de Savannah, Georgia (Aeropuerto Internacional de Savannah/Hilton Head), normales 1991–2020, extremos 1871–presente | Parámetros climáticos promedio de Savannah, Georgia (Aeropuerto Internacional de Savannah/Hilton Head), normales 1991–2020, extremos 1871–presente | Parámetros climáticos promedio de Savannah, Georgia (Aeropuerto Internacional de Savannah/Hilton Head), normales 1991–2020, extremos 1871–presente | Parámetros climáticos promedio de Savannah, Georgia (Aeropuerto Internacional de Savannah/Hilton Head), normales 1991–2020, extremos 1871–presente | Parámetros climáticos promedio de Savannah, Georgia (Aeropuerto Internacional de Savannah/Hilton Head), normales 1991–2020, extremos 1871–presente | Parámetros climáticos promedio de Savannah, Georgia (Aeropuerto Internacional de Savannah/Hilton Head), normales 1991–2020, extremos 1871–presente | Parámetros climáticos promedio de Savannah, Georgia (Aeropuerto Internacional de Savannah/Hilton Head), normales 1991–2020, extremos 1871–presente | Parámetros climáticos promedio de Savannah, Georgia (Aeropuerto Internacional de Savannah/Hilton Head), normales 1991–2020, extremos 1871–presente |
| Mes | Ene. | Feb. | Mar. | Abr. | May. | Jun. | Jul. | Ago. | Sep. | Oct. | Nov. | Dic. | Anual |
| --- | --- | --- | --- | --- | --- | --- | --- | --- | --- | --- | --- | --- | --- |
| Temp. máx. abs. (°C) | 28.9 | 30.6 | 34.4 | 35 | 38.9 | 40 | 40.6 | 40 | 38.9 | 36.1 | 31.7 | 28.3 | 40.6 |
| Temp. máx. media (°C) | 16.3 | 18.4 | 21.9 | 25.7 | 29.3 | 32 | 33.5 | 32.7 | 30.2 | 26.1 | 21.2 | 17.6 | 25.4 |
| Temp. media (°C) | 10.4 | 12.2 | 15.6 | 19.3 | 23.4 | 26.7 | 28.3 | 27.8 | 25.4 | 20.4 | 15.1 | 11.8 | 19.7 |
| Temp. mín. media (°C) | 4.4 | 6.1 | 9.2 | 12.9 | 17.4 | 21.5 | 23.2 | 22.9 | 20.6 | 14.8 | 8.9 | 5.9 | 14 |
| Temp. mín. abs. (°C) | -16.1 | -13.3 | -6.7 | -2.2 | 3.9 | 9.4 | 16.1 | 13.9 | 6.1 | -2.2 | -9.4 | -12.8 | -16.1 |
| Precipitación total (mm) | 83.3 | 71.1 | 88.9 | 86.1 | 91.9 | 168.9 | 146.1 | 138.7 | 110.5 | 94.5 | 60.7 | 81.5 | 1222.2 |
| Días de precipitaciones (≥ 0.2 mm) | 8.5 | 7.8 | 7.9 | 6.7 | 7.3 | 12.3 | 12.4 | 12.8 | 9.9 | 6.8 | 6.8 | 8.4 | 107.6 |
| Horas de sol | 175.5 | 181.0 | 232.0 | 275.6 | 288.9 | 276.0 | 271.3 | 245.8 | 214.3 | 228.6 | 193.5 | 174.2 | 2756.7 |
| Humedad relativa (%) | 69.6 | 67.0 | 66.8 | 65.4 | 70.1 | 73.6 | 76.0 | 78.6 | 77.7 | 72.9 | 72.3 | 70.8 | 71.7 |
| Fuente: NOAA (humedad y horas de sol 1961–1990) | | | | | | | | | | | | | |

## Economía
Savannah cuenta con establecimientos de la industria textil, del calzado, de la industria química, industria pesquera e industria alimentaria. Es también un importante centro comercial.
Por otro lado, en función de sus atractivos culturales, es un atractivo centro turístico en el estado de Georgia, especialmente en época invernal.

## Comunicaciones
Savannah es centro de una amplia red de comunicaciones, sea por carretera o por ferrocarril, además de poseer uno de los puertos más importantes del sur de los Estados Unidos, que ocupa unos 13 km de orilla al paso del río Savannah por la ciudad.

## Patrimonio cultural

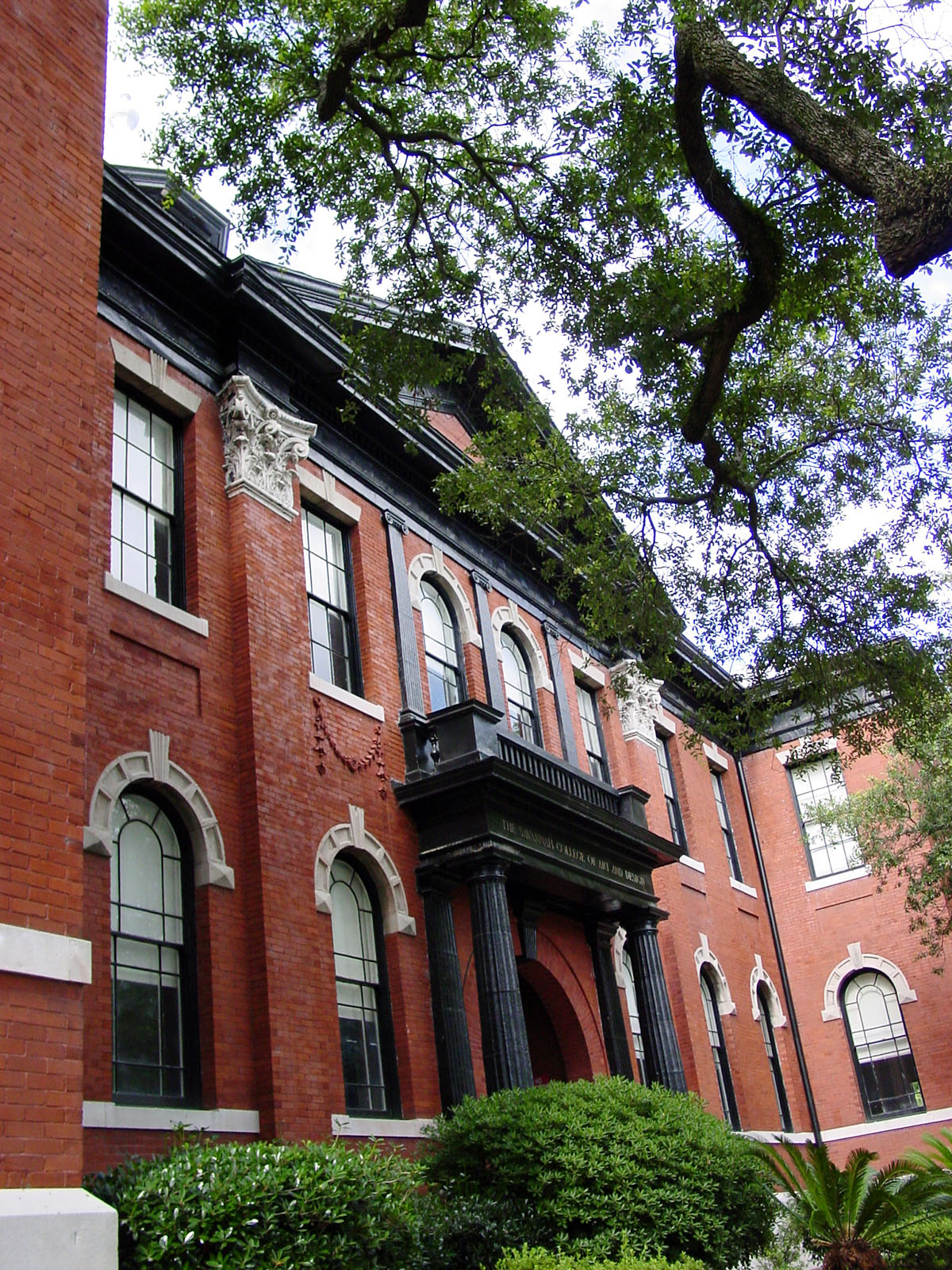
Anderson Hall, Savannah College of Art and Design.

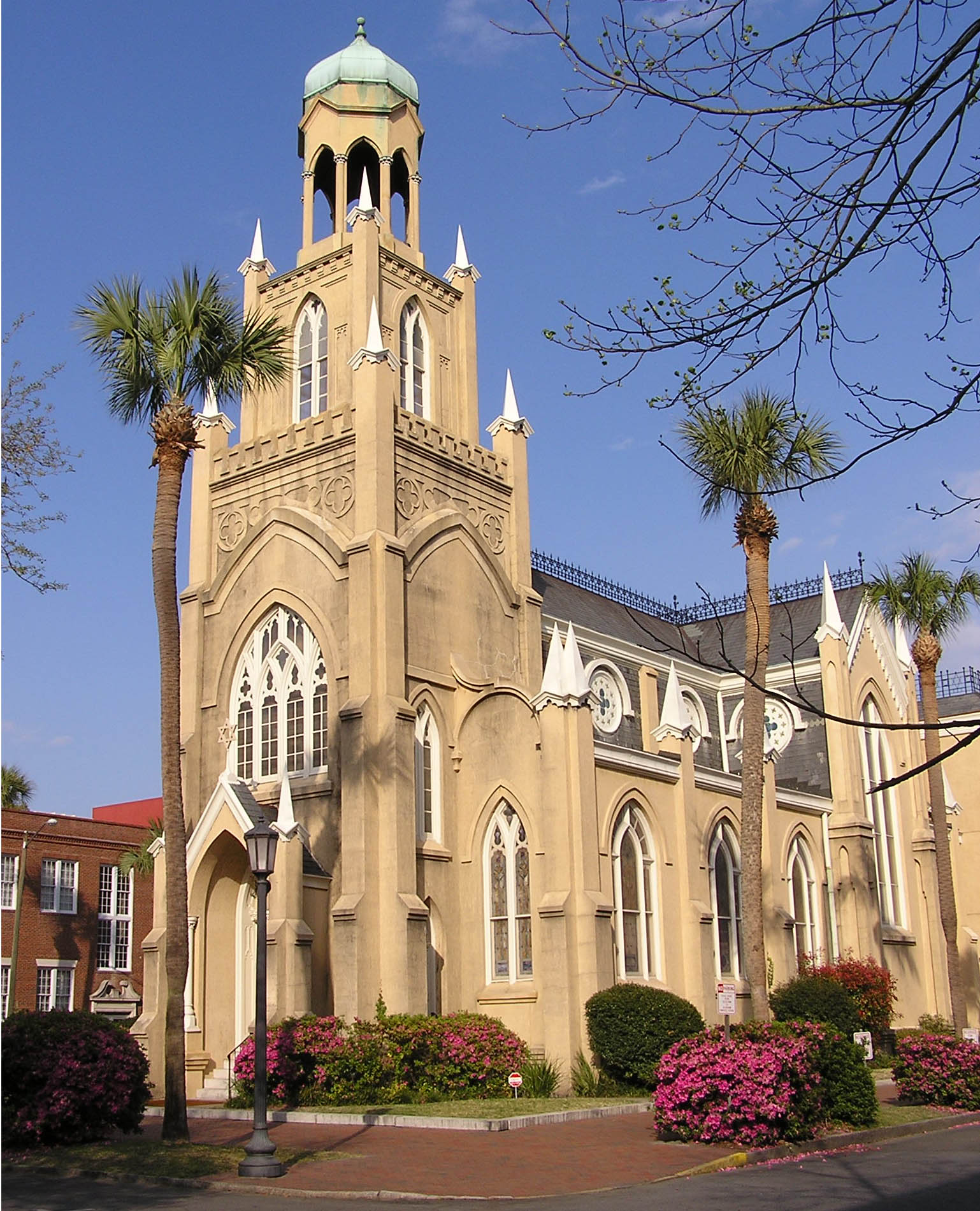
Sinagoga Mickve Israel.

Frecuentemente se cita a Savannah en la prensa europea como a una de las ciudades más hermosas de los Estados Unidos. Sus 24 plazas ornamentadas con estatuas y fuentes, con árboles de elevado porte plantados en las mismas dan un aspecto especial a la ciudad, que se complementa con la supervivencia de numerosas viviendas anteriores a la guerra de Secesión. Es pues una de las ciudades más típicas del Viejo Sur (Deep South) de Estados Unidos.
En el centro de la ciudad, fuertemente volcado hacia el turismo, se conserva un cementerio colonial, así como la Catedral de Savannah, consagrada a San Juan Bautista, fundada en 1802 por franceses escapados de Haití.
Cabe destacar igualmente la sinagoga Mickvé Israel, construida en los años 1870 en un estilo de imitación de la arquitectura gótica. Hay que tener en cuenta que la presencia judía en la ciudad, una de las más antiguas de los Estados Unidos, se remonta a la misma fundación de la ciudad en el siglo XVIII.
Savannah cuenta igualmente con diversas universidades, a saber: una escuela privada de Bellas Artes, la Savannah College of Art and Design, y dos universidades públicas gestionadas por el Estado de Georgia, la Armstrong Atlantic State University y la Savannah State University (esta última era históricamente un centro universitario para estudiantes de raza negra, pero que pasó a ser un centro integrado racialmente en los años 1960.

## En la cultura popular
La ciudad utilizada como decorado para la película Medianoche en el jardín del bien y del mal (1997), basada en la novela homónima de John Berendt.

## Ciudades hermanadas

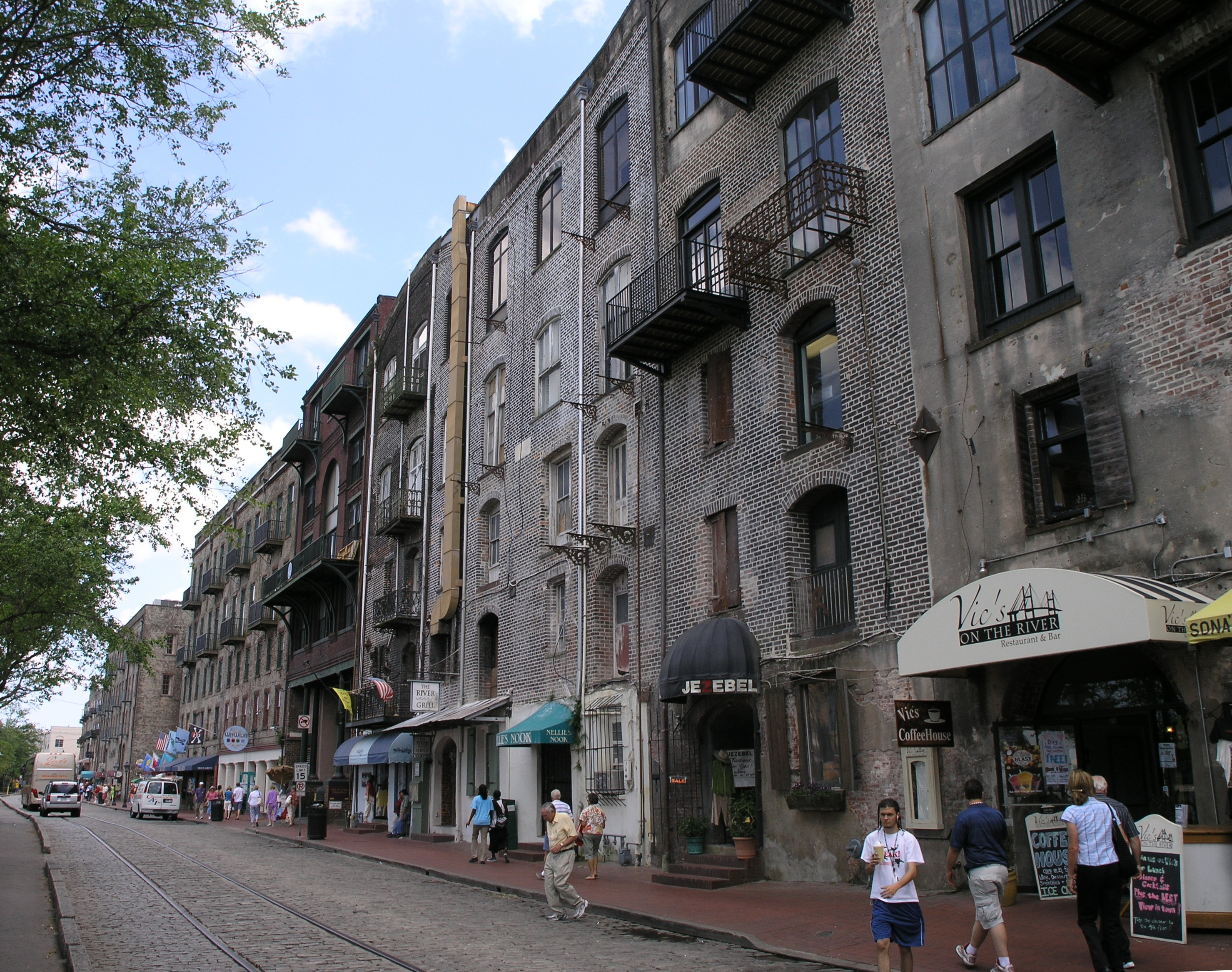
River Street, en Savannah.

- Batumi, Georgia (1992)
- Patras, Grecia
- Kaya, Burkina Faso